# Phantom Point
Der Phantom Point (in Argentinien Punta Fantasma) ist eine Landspitze an der Loubet-Küste des Grahamlands auf der Antarktischen Halbinsel. Am Ufer der Darbel Bay liegt sie 2,5 km westlich des Shanty Point und markiert südlich die Einfahrt zur Ensenada Aguayo.
Luftaufnahmen der Hunting Aerosurveys Ltd. aus den Jahren von 1955 bis 1957 dienten dem Falkland Islands Dependencies Survey (FIDS) für eine Kartierung. Eine Schlittenmannschaft des FIDS konnte ihre Position 1957 wegen dichten Nebels nur vage bestimmen, was sich in ihrer Benennung widerspiegelt.